# Планински цвет
Планински цвет је индијски филм из 1985. године.

## Радња
Филм се врти са дјетињским данима Раму рођеног сиромашној породици која ради у гостињској кући у којој је боравио странац који је дошао на путовање. Он воли читати књиге Каннада. Раму жели да проучава како би подржао своју породицу, али ситуација породице није у прилог. Раму има једну амбицију свог живота да купи Шри Рамаиана Даршанам написан од Кувемпу. Почиње да штеди новац продајом дивљег цвијећа ботанику. Али ситуације га доносе да донесу одлуку да ли купити књигу или купити ћебе како би заштитиле своје чланове породице од хладне зиме. Оно што следи је прича о разбијеним сновима.

## Улоге
| Глумац          | Улога |
| --------------- | ----- |
| Мастер Лохит    |       |
| Падма Васанти   |       |
| Хонавали Кришна |       |
| Балакришна      |       |